# تورگوم خاچاطریان
تورگوم توروسی خاچاطریان (ارمنی: Թորգոմ Թորոսի Խաչատրյան؛  زادهٔ ۲۳ اوت ۱۹۰۵ - درگذشته ۱۹۸۰) یک مکانیک اهل ارمنستان بود.

## زندگی‌نامه
در ۵ سپتامبر [سبک قدیمی: ۲۳ اوت] ۱۸۶۹ در فرمانداری قارص به دنیا آمد و از دانشگاه ملی پلی‌تکنیک ارمنستان (۱۹۳۲) فارغ‌التحصیل شد.   وی همچنین برنده دانشمند شایسته ارمنستان شوروی (۱۹۶۱) شده است. وی در ۱۹۸۰ در سن ۷۲ سالگی درگذشت.

## یادداشت
1. ↑  տեխնիկական գիտությունների դոկտոր